# 安德鲁·戴维斯 (作家)
安德鲁·韦恩弗德·戴维斯（英語：Andrew Wynford Davies；1936年9月20日—），英国作家及影視編劇。
他是电视系列剧《教育柑橘酱》（Marmalade Atkins）和《特殊实习》（A Very Peculiar Practice）的制作者，同时也因为改编经典文学作品而著名，其中包括1995年电视改编剧《傲慢与偏见》，该剧由科林·佛斯和詹尼弗·厄尔主演。
由于他对迈克尔·道布斯（Michael Dobbs）的政治惊险小说《纸牌房间》（House of Cards）改编大受欢迎，后者决定加写了两个续集，戴维斯也同样将它们搬上了电视。
在电影方面，他最成功的作品是根据海伦·菲尔丁的畅销小说改编的两部《布里吉特·琼斯日记》影片，他是編劇之一。
他也是一位多产的儿童文学作家。作品包括《卫报》奖获奖作品《康拉德的战争》（Conrad's War）、《阿方索·本佐》（Alfonso Bonzo）——书及电视系列剧——和柑橘酱·阿特金斯的歷險（电视系列剧及众多书籍）。他还为BBC的“看与读”（Look and Read）系列剧写了故事“獾女孩”（Badger Girl）。
亦曾為伊弗林·沃（Evelyn Waugh）的小說《重游布里兹海德》（Brideshead Revisited）之电影版编写剧本，以及为BBC改编约翰·克里兰德（John Cleland）的色情小说《浪女回忆录》（Fanny Hill，1974年），这部小说曾经一度被禁。

## 生平
戴维斯出生于1936年9月20日，威尔士卡迪夫瑞比那，曾经在华威大学大学任教多年，基于这些经验他写出了以校园生活为背景的喜剧系列片《特殊实习》。
2006年5月17日，戴维斯将阿兰·霍灵赫斯特的布克奖获奖小说《美丽线条》改编成的三集电视连续剧开始在英国广播公司第二台播出。

## 作品目录

### 电视系列及系列剧
- To Serve Them All My Days (1980)
- A Very Peculiar Practice (1986–88)
- Mother Love (1989)
- 《纸牌屋》House of Cards (1990)
- To Play the King (1993)
- Middlemarch (1994)
- Game On (1995, with Bernadette Davis)
- 《傲慢与偏见》Pride and Prejudice (1995)
- Wives and Daughters (1999)
- Tipping the Velvet (2002)
- He Knew He Was Right (2004)
- Bleak House (2005)
- The Chatterley Affair (2006)
- 《美丽线条》 (The Line of Beauty, 2006)

### 电视戲剧
- Who's Going to Take Me On? (1967)
- Is That Your Bod, Boy? (1970)
- No Good Unless It Hurts (1973)
- The Water Maiden (1974)
- Grace (1975)
- The Imp of the Perverse (1975)
- The Signalman (1976)
- A Martyr to the System (1976)
- Eleanor Marx (1977)
- Happy in War (1977)
- Velvet Glove (1977)
- Fearless Frank (1978)
- Renoir My Father (1978)
- Bavarian Night (1981)
- Heartattack Hotel (1983)
- Diana (1984)
- Pythons on the Mountain (1985)
- Inappropriate Behaviour (1987)
- Lucky Sunil (1988)
- Baby, I Love You (1988)
- Filipina Dreamers (1991)
- The Old Devils (1992)
- Anglo-Saxon Attitudes (1992)
- A Very Polish Practice (1992)
- Anna Lee (1993)
- Harnessing Peacocks (1993)
- A Few Short Journeys of the Heart (1994)
- Othello (2001)
- Boudicea (2003)

### 电影
- 《緣來是你》（Circle of Friends）
- 《驚爆危機》（The Tailor of Panama（英语：The Tailor of Panama (film)））
- 《BJ單身日記》（Bridget Jones's Diary，2001年，與海伦·菲尔丁及李察·寇蒂斯合編）
- 《BJ單身日記：愛你不愛你》（2004年，與海伦·菲尔丁及李察·寇蒂斯合編）
- 《故園風雨後》() (2008)
- 《中間進行曲》（Middlemarch）